# Tylenchulus semipenetrans
Tylenchulus semipenetrans är en rundmaskart. Tylenchulus semipenetrans ingår i släktet Tylenchulus och familjen Tylenchulidae. Inga underarter finns listade i Catalogue of Life.